# Amelora adusta
Amelora adusta là một loài bướm đêm trong họ Geometridae.